# Seepavillon Herner

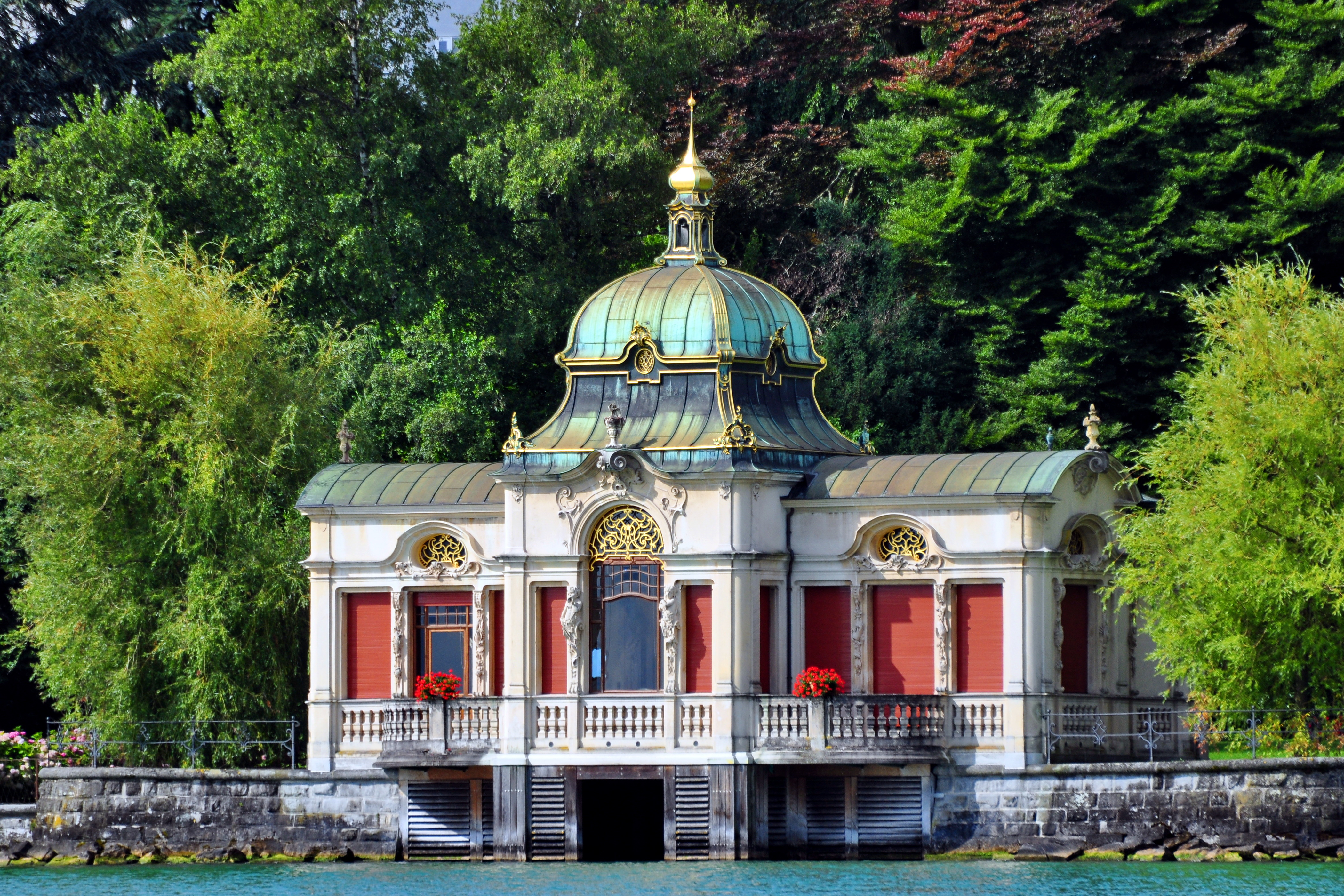
Seepavillon Herner

Der Seepavillon Herner ist der Neorokoko-Badepavillon der Villa Herner in der Gemeinde Horgen im Kanton Zürich in der Schweiz.

## Geschichte

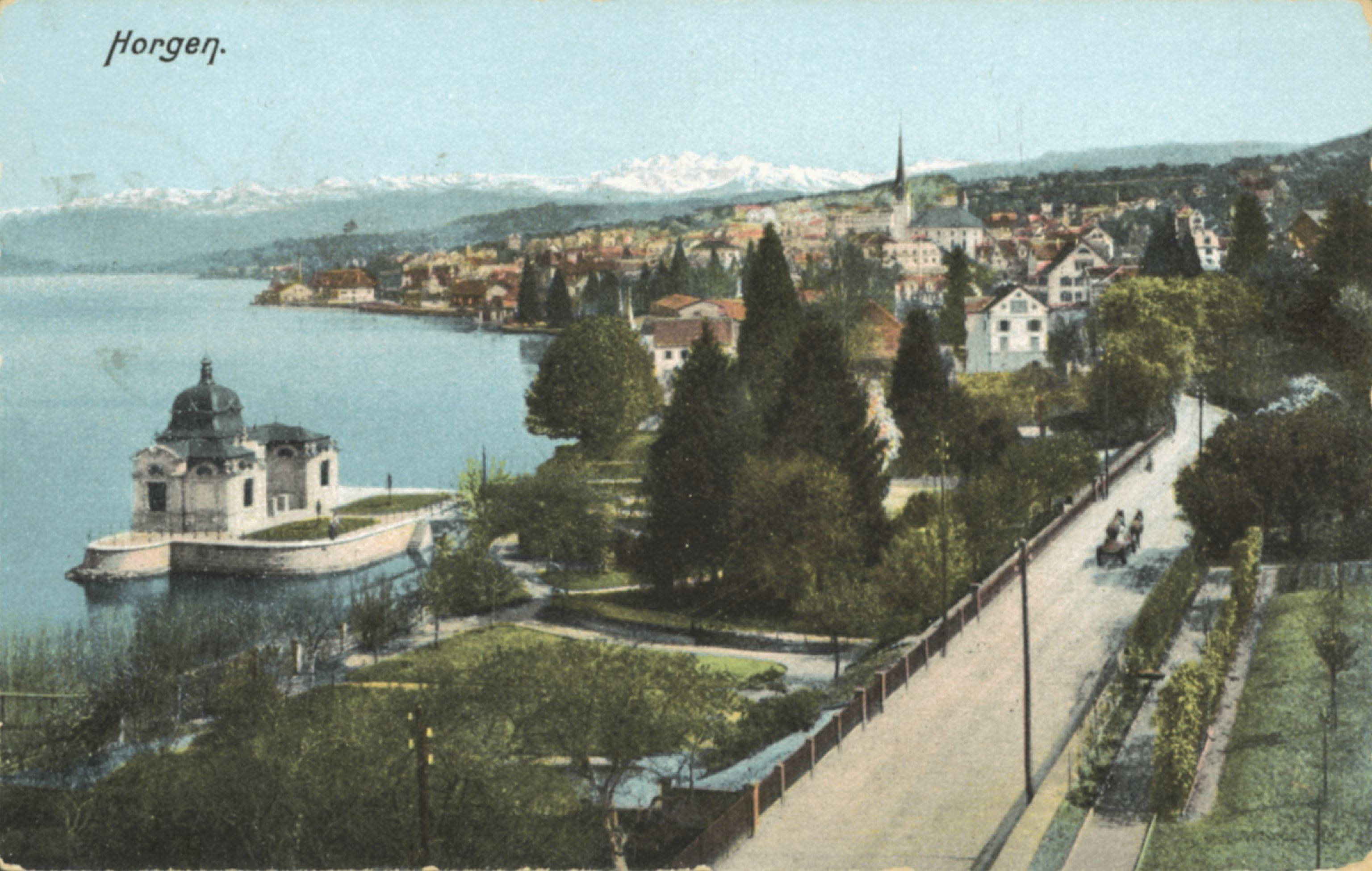
Horgen mit See (Verlag Künzli-Tobler, 1904)

Der Ausbau der Strassenverbindung nach Zürich bewog Hans Heinrich Hüni-Stettler in den 1840er Jahren sein neues Wohn- und Geschäftshaus an derselben errichten zu lassen. Die verantwortliche Architekten waren Leonhard Zeugheer und Wilhelm Waser. Nachdem die Familie um 1890 nach Enge umsiedelte, wurde die Villa nur noch als Sommerresidenz verwendet. Den Badepavillon gab Emil Streuli-Hüni in Auftrag, nachdem er die notwendige Konzession für die Aufschüttungen erhalten hatte. Als Vorbild diente vermutlich der Gartenpavillon «Amalienburg» bei Schloss Nymphenburg. Den Auftrag erhielt Albert Müller, der wohl bedeutendsten Schüler Gottfried Sempers, Architekt und Direktor der Zürcher Kunstgewerbeschule und des Kunstgewerbemuseums. Der Pavillon wurde auf den Aufschüttungen auf Eisenstützen über dem Wasser errichtet. Eine Brücke verband ihn mit dem Ufer. Die Arbeiten konnten 1901 abgeschlossen werden, wobei von Anfang an eine elektrische Beleuchtung installiert war. Im Zusammenhang mit dem Ausbau der linksufrigen Zürichseebahn auf zwei Geleise nutzte Emil Streuli-Meisser 1923 die Gelegenheit zu weiteren Aufschüttungen und verband die Insel mit dem Ufer. Der Pavillon steht seit 2001 unter Denkmalschutz und erhielt zwischen 2002 und 2004 eine aufwändige Renovation. Er ist in Privatbesitz und nicht öffentlich zugänglich. Seit einiger Zeit finden hier öffentliche Sommerkonzerte statt.

## Baubeschreibung
Der symmetrische Baukörper ist u-förmig und eingeschossig. Die beiden Schenkel flankieren den Eingang gegen die Landseite hin mit glatten Savonnière-Kalksteinfassaden, die gliedernden Pilaster sind mit Stuckaturmotiven verziert. Die Dachkonstruktion ist mit Kupferblech abgedeckt und wie die Gitter oberhalb der Fenster teilweise blattvergoldet. Der Pavillon steht auf einer Stahlkonstruktion über dem Wasser.
Vom Eingang her betritt man sofort den Zentralraum unter der Kuppel, welcher zusammen mit den seewärtigen Teilen der Seitenflügel die ganze Gebäudelänge einnimmt. Das Fischgrat-Eichenparkett, die figurenreichen Stuckaturen sowie Marmorverkleidungen und Malereien gliedern die den hellen dreiteiligen Raum. In den Seitenflügeln sind die ehemaligen Umkleideräume für Damen und Herren untergebracht. Über Falltüren gelangt man von diesen direkt zum Wasser unter dem Pavillon.

## Auszeichnungen
- 2005: Europa-Nostra-Preis[6]